# Subregion Foča

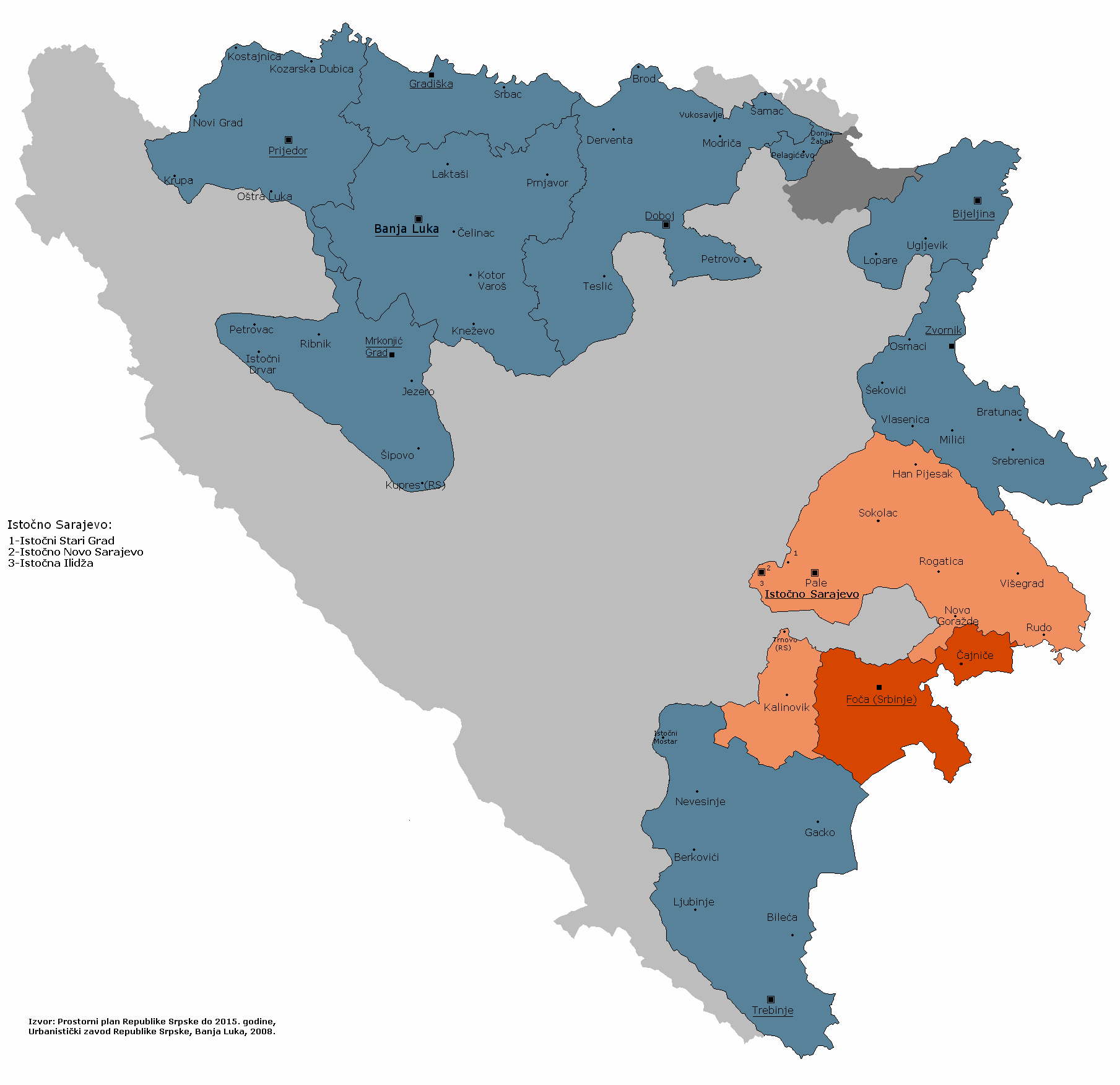
Lage der Subregion in Bosnien und Herzegowina

Die Subregion Foča ist ein Subregionen der administrativen Region Istočno Sarajevo der Republika Srpska in Bosnien und Herzegowina. Sie befindet sich im Osten des Landes an den Grenzen zu Serbien und Montenegro sowie am Oberlauf der Drina. Die Bevölkerung setzt sich seit dem Bosnienkrieg überwiegend aus bosnischen Serben zusammen.
Der Verwaltungssitz des Gebietes ist Foča mit etwa 24.000 Einwohnern.

## Gemeinden
Die Subregion ist unterteilt in 2 Gemeinden:
1. Čajniče
2. Foča